# Asplenium graeffei
Asplenium graeffei là một loài dương xỉ trong họ Aspleniaceae. Loài này được Luerss. mô tả khoa học đầu tiên năm 1871.
Danh pháp khoa học của loài này chưa được làm sáng tỏ. 